# Kleosin

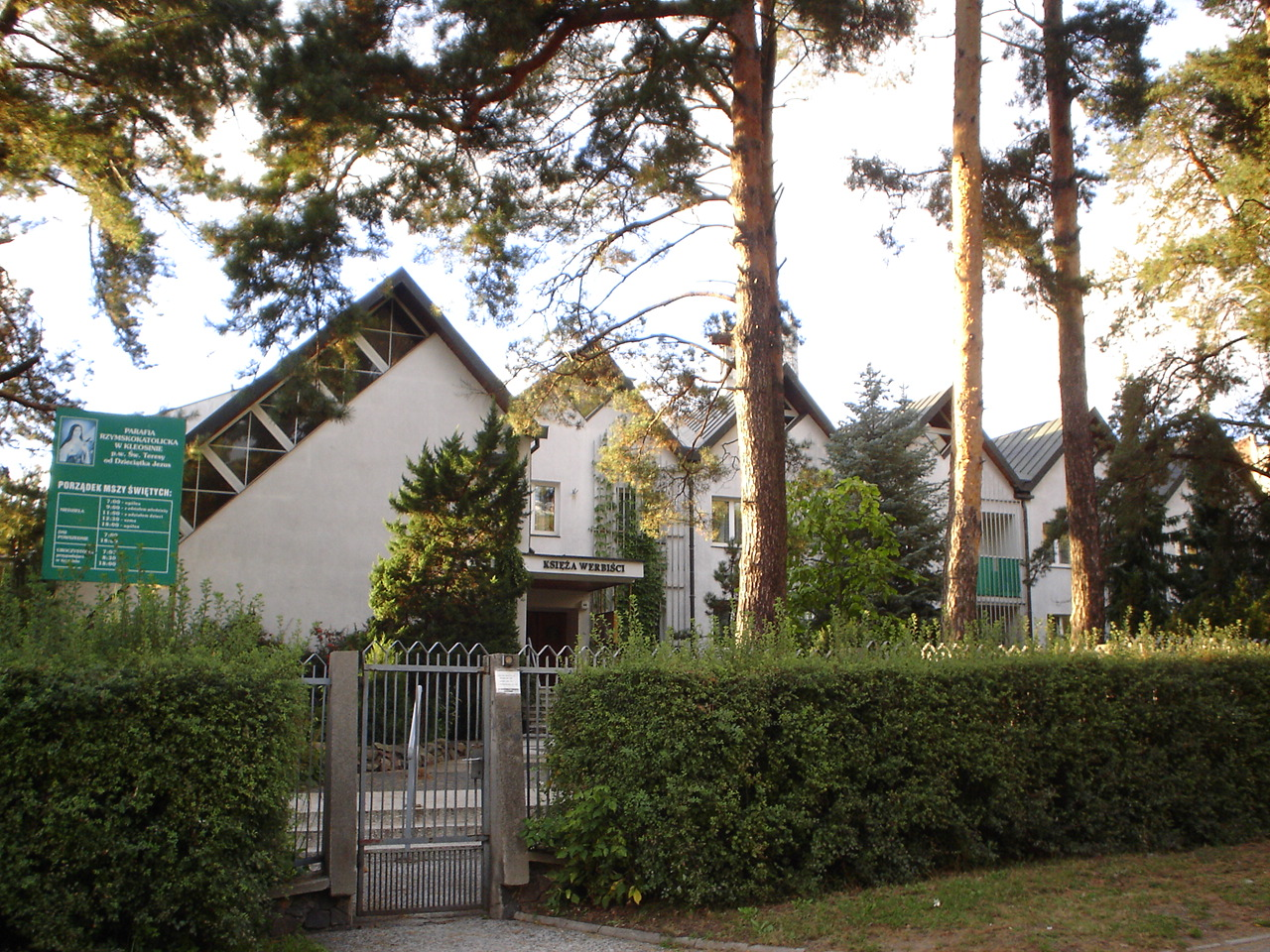
Klasztor oo. Werbistów w Kleosinie

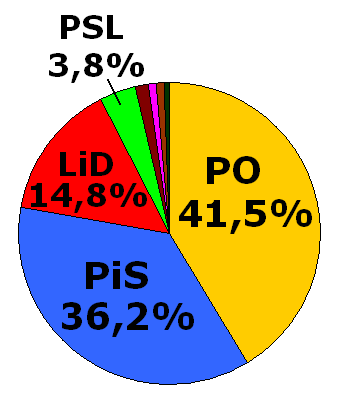
Wyniki wyborów parlamentarnych w 2007 r. w Kleosinie

Kleosin – osada w Polsce położona w województwie podlaskim, w powiecie białostockim, w gminie Juchnowiec Kościelny. Leży przy granicy z Białymstokiem, tuż przy linii kolejowej Białystok–Czeremcha. W miejscowości znajduje się Wydział Inżynierii Zarządzania Politechniki Białostockiej.
W latach 1975–1998 miejscowość administracyjnie należała do województwa białostockiego.

## Historia
Wieś powstała stosunkowo późno. Pierwszy raz zapisaną nazwę wsi Kleosin spotykamy w 1905 roku. Do tego czasu ta osada była częścią folwarku Ignatki.

## Transport
Przez miejscowość przebiega droga wojewódzka nr 678, co stanowi dobre połączenie miejscowości z Białymstokiem, Wysokiem Mazowieckiem i z Łapami.
Dojazd autobusami komunikacji miejskiej nr 3, 10, 22, 23, 26, 104.

## Oświata
W Kleosinie mieści się Szkoła Podstawowa im. Jana Pawła II.
Ponadto w Kleosinie znajduje się Wydział Inżynierii Zarządzania Politechniki Białostockiej.

## Religia
Miejscowość jest siedzibą parafii św. Teresy od Dzieciątka Jezus. W strukturze kościoła rzymskokatolickiego parafia należy do metropolii białostockiej, archidiecezji białostockiej, dekanatu Białystok – Nowe Miasto.

## Sport
- Lata 2003–2011 – w miejscowości działał klub piłkarski GKS Kleosin. Jego najwyższym osiągnięciem był awans zespołu seniorów do Klasy Okręgowej. Na początku 2011 roku władze gminy Juchnowiec Kościelny zdecydowały o rozwiązaniu sekcji seniorskiej GKS-u.

- 28 lipca 2012 – I Turniej o Puchar Wójta Gminy Juchnowiec Kościelny w pétanque w konkurencji dubletów.
- W 2013 roku w rozgrywkach Klasy A wystartował nowo powstały klub piłkarski Pasja Kleosin[6]. Najwyższe miejsce w rozgrywkach ligowych zostało osiągnięte w roku 2015 oraz 2016 - było to 11. miejsce w Klasie okręgowej. Natomiast najlepszy wynik w Pucharze Polski to 1/16 finału w grupie Podlaskiego Związku Piłki Nożnej w sezonie 2021/2022; w tamtej edycji Pucharu Polski zostało odnotowane jedyne zwycięstwo w historii tego klubu w tychże rozgrywkach - Turośnianka Turośń Kościelna została przez nich pokonana wynikiem 2:1 w dniu 29 września 2021 r. w II rundzie pucharu. (stan na kwiecień 2023 r.)
- W 2014 roku w rozgrywkach Ogólnopolskich w Piłce Nożnej Dziewcząt w Głuchołazach, drużyna z Kleosina zajęła 4 miejsce.

## Obiekty i tereny zielone
- Szkoła Podstawowa ul. Zambrowska 20
- Filia Biblioteczna w Kleosinie Gminnej Biblioteki Publicznej w Juchnowcu Kościelnym (W Szkole Podstawowej) ul. Zambrowska 20